# Simon Taylor (Schriftsteller)
Simon Taylor (* 11. März 1950 in Fife, Schottland) ist ein schottischer Schriftsteller, Ortsnamensforscher, Herausgeber historischer Chroniken und Fremdenführer. Er lebt in Edinburgh.
Taylor studierte Romanistik und Germanistik. Er ist Mitherausgeber des Scotichronicon von Walter Bower, der größten schottischen Chronik des Mittelalters, sowie der Anglo-Saxon Chronicle. Mit seinem historischen Roman Der Mönch, der 1994 erstmals in deutscher Sprache erschien, gelang ihm ein Bestseller. 

## Werke

### Belletristik
- Mortimer’s Deep. Balnain, Nairn 1992, ISBN 1-872557-15-5 (dt. Der Mönch. Übersetzt von Rainer Schmidt. Schneekluth, München 1994, ISBN 3-7951-1325-3; Taschenbuchausgabe: Goldmann, München 2005, ISBN 978-3-442-42561-7).

### Fach- und Sachliteratur
- (Hrsg.): The Anglo-Saxon chronicle. Vol. 4: MS B. Brewer, Cambridge 1983, ISBN 0-85991-104-7.
- Walter Bower: The Scotichronicon. Vol. 5, Books IX and X, edited by Simon Taylor and D. E. R. Watt with Brian Scott. Aberdeen University Press, Aberdeen 1990, ISBN 0-08-037985-0.
- The uses of place-names. Scottish Cultural Press, Edinburgh 1998, ISBN 1-898218-98-6.
- (Hrsg.): Kings, clerics and chronicles in Scotland, 500–1297: essays in honour of Marjorie Ogilvie Anderson on the occasion of her ninetieth birthday. Four Courts Press, Dublin 2000, ISBN 1-85182-516-9.
- The Rock of the Irishmen: an early place-name tale from Fife and Kinross. In: Beverley Ballin Smith, Simon Taylor, Gareth Williams (Hrsg.): West over sea. Studies in Scandinavian sea-borne expansion and settlement before 1300. a festschrift in honour of Dr. Barbara E. Crawford. Brill, Leiden/Boston 2007, ISBN 978-90-04-15893-1.
- mit Gilbert Márkus: The place-names of Fife.
  - vol. 1. West Fife between Leven and Forth. Shaun Tyas, Donington 2007, ISBN 978-1-900289-77-1.
  - vol. 2. Central Fife between the rivers Leven and Eden.  Shaun Tyas, Donington 2009, ISBN 978-1-900289-93-1.
  - vol. 3. St. Andrews and the East Neuk. Shaun Tyas, Donington 2009, ISBN 978-1-900289-97-9.
  - vol. 4. North Fife between Eden and Tay. Shaun Tyas, Donington 2010, ISBN 978-1-907730-06-1.
  - vol. 5.  Discussion, Glossaries, Texts. Shaun Tyas, Donington 2013. ISBN 978-1-907730-08-5.
- mit Peter McNiven und Eila Williamson: The place-names of Kinross-shire. Shaun Tyas, Donington 2017, ISBN 978-1-907730-58-0.
- mit Thomas Owen Clancy, Peter McNiven and Eila Williamson: The place-names of Clackmannanshire. Shaun Tyas, Donnington 2020, ISBN 978-1-907730-86-3.